# Mesoleptus sollicitus
Mesoleptus sollicitus là một loài tò vò trong họ Ichneumonidae.